# Cisco Certified Internetwork Expert
Cisco Certified Internetwork Expert (CCIE)はネットワーク機器ベンダーであるシスコシステムズによるベンダー資格のひとつである。
国際的に通用する資格で、ネットワークエンジニア、システムエンジニアとして最高レベルの技術と知識を有することを表す資格の一つである。
英語試験、8時間の実技試験、高い難易度の問題により、ネットワークエンジニア業界にとって最も価値の高い資格とされ、日本のネットワーク技術系国家資格の最高峰であるネットワークスペシャリストと比較してもかなり難易度が高いベンダー資格となっている。

## 概要
シスコ技術者認定において、CCIEはCisco Certified Network Associate(CCNA)やCisco Certified Network Professional(CCNP)の上位認定資格である。

尚、CCIEの上位認定資格であるCisco Certified Architect(CCAr)はCisco Certified Design Expert(CCDE)認定が受験の要件となる、デザイン分野の認定資格である。

### 資格体系
| Expert       | CCIE Collaboration | -                     | CCIE Data Center | DevNet Expert       | CCDE   | CCIE Enterprise Infrastructure CCIE Enterprise Wireless | CCIE Security | CCIE Service Provider |
| Professional | CCNP Collaboration | CyberOps Professional | CCNP Data Center | DevNet Professional | -      | CCNP Enterprise                                         | CCNP Security | CCNP Service Provider |
| Associate    | CCNA               | CCNA                  | CCNA             | CCNA                | CCNA   | CCNA                                                    | CCNA          | CCNA                  |
| Entry        | CCT Collaboration  | -                     | CCT Data Center  | -                   | -      | CCT Routing & Switching                                 | -             | -                     |
| Technology   | Collaboration      | CyberOps              | Data Center      | DevNet              | Design | Enterprise                                              | Security      | Service Provider      |

## 試験制度
- 試験で使用される言語は英語のみである
- CCIEの受験に要件は無く、CCNAやCCNPは認定されていなくても受験可能である
- 有効なCCIEを維持するためには2年毎に再認定を受けなければならない

### 筆記試験
- 日本国内の受験料は51,840円
- 受験はCCNA/CCNPなどと同様にピアソンVUEで行う
- ある１つのCCIE筆記試験に合格すると全トラックのCCNA、CCNP、CCIEの他、デザイン系やスペシャリスト資格など、ほぼすべてが再認定される

### ラボ試験
- ラボ試験はシスコのページから申し込む、このとき合格した筆記試験の受験日と取得点数が必要となる
- 受験料は$1,600USD
- 受験は主に世界各国のシスコ本社で行われ、すべての受験会場で全トラックのラボ試験が受験可能
- 受験料の支払期限日は受験日の90日前までで、受験会場によって支払方法が異なる(北京のみ振込、その他はすべてクレジットカード)
- ラボ試験の結果は48時間以内にオンラインで確認できる
- ラボ試験に不合格となった場合、14日以内に再査定($1,000USD)かレビュー($400USD)を要請することができる(これで合格になると費用は返金される)

## 特色
- 試験にはバージョンがあり、ある程度年数を開けて更新される
- それぞれの試験バージョンで定義されたハードウェアとソフトウェアにて、指定された技術ポリシーを正確に機器へ設定・確認・トラブルシュートする内容が出題される。
- 認定トラック外の技術・機器設定その他の内容は出題範囲に含まれない
- シスコ機器はIP機器のシェアが大きくデファクトスタンダードとしての側面もあるため、結果的にネットワーク関係の仕事に従事する者に求められる資格として一般的になっている

## 市場価値
- 試験は英語のみで行われるため、グローバルなベンダー資格を取得した者として市場価値は高まる
- 近年ではネットワークインフラ構築プロジェクトのRFP(Request For Proposal)に入札条件としてCCIE保持者がメンバーにいることが明記されることもある[1]

## 同レベルの他社資格
- ジュニパーネットワークス - Juniper Networks Certified Internet Expert(JNCIE)
- アルカテル・ルーセント - Service Routing Architect(SRA)